# Triepeolus callopus
Triepeolus callopus är en biart som beskrevs av Cockerell 1905. Triepeolus callopus ingår i släktet Triepeolus och familjen långtungebin. Inga underarter finns listade i Catalogue of Life.